# Apocephalus flexus
Apocephalus flexus är en tvåvingeart som beskrevs av Brown 2000. Apocephalus flexus ingår i släktet Apocephalus och familjen puckelflugor.
Artens utbredningsområde är Ecuador. Inga underarter finns listade i Catalogue of Life.